# Klassieke varkenspest
De klassieke varkenspest (in België ook wel varkenskoorts genoemd) is een virusziekte die voorkomt bij varkens. Het virus is ongevaarlijk voor mensen. 
Naast de klassieke varkenspest bestaat ook de Afrikaanse varkenspest (AVP). Deze twee ziekten lijken erg op elkaar, maar worden veroorzaakt door verschillende virussen. Beide ziekten zijn erg besmettelijk en vaak dodelijk voor de varkens. 
De eerst bekende uitbraak van varkenspest in de wereld vond plaats rond 1830 in de Amerikaanse staat Ohio. In veel Europese landen steekt varkenspest af en toe de kop op. In Duitsland komt de ziekte bijvoorbeeld regelmatig voor onder wilde zwijnen. In de Verenigde Staten is de ziekte uitgebannen, onder meer door strenge invoerbepalingen. In augustus 2018 werd besmetting met AVP gemeld in de Volksrepubliek China die zich over het hele land heeft verspreid.

## Ziekteverloop

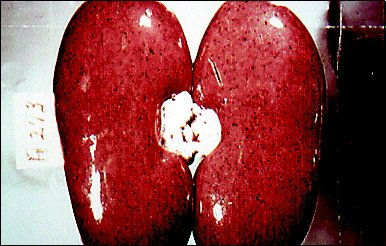
Aangetaste nieren

Zodra een dier in een stal ziekteverschijnselen vertoont, verspreidt het virus zich razendsnel over alle varkens. De incubatietijd verschilt van twee dagen tot twee weken.
De volgende verschijnselen kunnen wijzen op een plotseling opkomend (acuut) geval van klassieke varkenspest: koorts, lusteloosheid, gebrekkige eetlust, zwarte randen om de ogen, traanstrepen en hoesten. Een acuut verloop van de ziekte kan er zo uitzien: 
- De varkens zijn erg ziek en hebben een verhoogde lichaamstemperatuur tot 42°C
- De dieren zijn traag en lusteloos en hebben nauwelijks eetlust. Vaak kruipen ze bij elkaar op een hoop
- De varkens kunnen niet meer normaal lopen, maar bewegen zich slap en slingerend, vooral in het achterste deel van de dieren
- De huid van de varkens ziet grauw en bleek, soms zijn bloedingen zichtbaar
- De dieren hebben tijdens de koortsfase obstipatie die, naarmate de ziekte vordert, overgaat in een waterdunne, stinkende diarree
- De gezondheid van de varkens gaat hard achteruit en een aantal sterft als gevolg van de ziekte
- De ziekte kan zich razendsnel door de stal verspreiden. Eerst zijn enkele varkens ziek, maar na enkele dagen worden de ziekteverschijnselen ook opgemerkt bij andere varkens. Daarna sterven ook in andere hokken de eerste dieren.

Bij een langdurig (chronisch) verloop van varkenspest zijn de ziekteverschijnselen minder duidelijk: de varkens zijn sloom, hebben een wisselende eetlust en hebben last van diarree. Bij deze vorm is de huid van de dieren betonbleek en staan de haren overeind. De dieren vermageren sterk en moeten veel hoesten.

## Methode van besmetting
Varkens kunnen op verschillende manieren geïnfecteerd raken met het varkenspestvirus. Dit gebeurt bijvoorbeeld door het opeten of inademen van besmet materiaal (stof, vloeistof, mest of voedsel) of via inseminatie met besmet sperma. Of een varken ook daadwerkelijk besmet raakt, hangt onder meer af van de hoeveelheid opgenomen virus en de weerstand van het dier. Eenmaal besmette dieren kunnen elkaar besmetten. Biggen raken al in de baarmoeder van de zeug besmet en kunnen na de geboorte het virus verder verspreiden. 
Het virus is weliswaar ongevaarlijk voor mensen, maar mensen kunnen het virus wel verspreiden, onder meer via kleding, schoenen en handen. Ook besmette materialen (bijvoorbeeld voertuigen, instrumenten en injectienaalden) kunnen ervoor zorgen dat het virus wordt verspreid, evenals etensresten waar de dieren mee worden gevoerd. 
Varkenspest kan zich, in tegenstelling tot mond-en-klauwzeer, niet via de lucht verspreiden. Desondanks heeft de uitbraak in 1997/1998 duidelijk gemaakt dat het virus zich wel degelijk over korte afstand verspreidt en de zogenoemde buurtbesmettingen veroorzaakt. Het is bij deze buurtbesmettingen niet volledig duidelijk hoe dat gebeurt. Het kan zijn dat het virus via stofdeeltjes of druppels door de lucht reist, maar de verspreiding kan ook via ongedierte, huisdieren of bezoeken door mensen (varken - mens - varken contact) plaatshebben. 
Varkenspest is erg besmettelijk. Hoe lager de temperatuur, hoe langer het virus 'houdbaar' blijft. In een lege, geruimde varkensstal overleeft het virus zelden langer dan vier dagen. In gepekeld varkensvlees kan het virus na enkele maanden nog actief zijn. Zit het virus in bevroren vlees, dan kan het zelfs na jaren nog varkens infecteren.

## Preventie en bestrijding

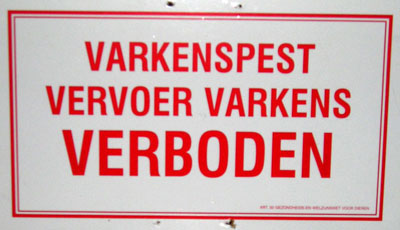
Vervoersverbod verkeersbord (oud)

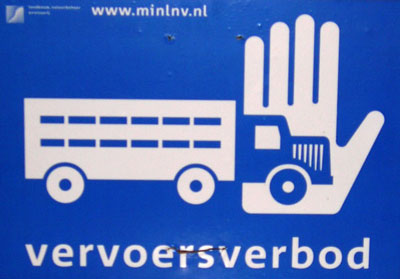
Vervoersverbod verkeersbord (nieuw)

Maatregelen die genomen zijn om een uitbraak van de varkenspest tegen te gaan zijn:
- Verbod op het voeren van etensresten aan varkens
- Verplichte ontsmetting van voertuigen na veetransport
- Varkens mogen slechts 1 keer in hun leven naar een ander bedrijf worden vervoerd.

Er bestaan vaccins tegen de klassieke varkenspest. In de Europese Unie mogen deze echter niet worden toegepast. Reden is, dat een gevaccineerd dier niet van een geïnfecteerd dier onderscheiden kan worden; de koper (in binnen- of buitenland) heeft dus geen garantie dat het varken of het vlees varkenspestvrij is. Alleen in geval van uitbraak kan op beperkte schaal toestemming voor inenting worden gegeven. Er bestaat tegenwoordig ook een markervaccin. Hierbij kan men na het vaccineren wel onderscheiden of het dier besmet is met varkenspest, of dat het is gevaccineerd. Er zijn alleen nog geen tests die dit onderscheid met honderd procent zekerheid kunnen maken. Tegen de Afrikaanse varkenspest, die in Zuid-Europa voorkomt, bestaat nog geen vaccin. 
Als ergens varkenspest wordt aangetroffen, worden de volgende maatregelen genomen om verdere verspreiding tegen te gaan:
- Verbod op het vervoer van vee in een straal van 10 km rond het besmette bedrijf
- Ruimen (dat wil zeggen, het doden van alle dieren) van het besmette bedrijf
- Onderzoek van alle bedrijven waarmee het besmette bedrijf contact heeft gehad
- Onderzoek van alle bedrijven in een straal (10 km) rond het besmette bedrijf.

## Uitbraken
- Varkenspestuitbraak in Duitsland

- Varkenspestuitbraak in België (1993-1994)

- Varkenspestuitbraak in België (1990)
- Varkenspestuitbraak in Nederland (1997-1998)